# Limnonectes grunniens
Limnonectes grunniens é uma espécie de anfíbio da família Ranidae.
Pode ser encontrada nos seguintes países: Indonésia e Papua-Nova Guiné.
Os seus habitats naturais são: florestas subtropicais ou tropicais húmidas de baixa altitude, rios, pântanos, lagos de água doce, marismas intermitentes de água doce, jardins rurais e florestas secundárias altamente degradadas.